# Joël Linard
Pour les articles homonymes, voir Linard (homonymie).
Joël Linard (15e arrondissement de Paris, 2 juillet 1954 – La Charité-sur-Loire, 29 juin 2003) est un souffleur de verre et un sculpteur sur verre français.

## Biographie
Fils ainé du céramiste Jean Linard et d'Andrée Thumerelle, il apprend la gravure et le façonnage du verre au Collège d'enseignement industriel du verre (actuel Lycée Lucas-de-Nehou), rue des Feuillantines à Paris.
Il travaille ensuite dans divers ateliers avant d'ouvrir le sien en 1978 à Neuvy-Deux-Clochers dans le département du Cher.

## Collection publique
- Musée du Verre d'Ebeltoft (da)
- Grand Curtius de Liège
- Musée du Verre de Charleroi
- Musée du Verre de Meisenthal
- Musée des arts décoratifs de Paris
- Musée des arts décoratifs de Bordeaux
- Kahitsukan - Kyoto Museum of Contemporary Art, Kyoto
- Institut valencien d'art moderne, Valence
- Fonds national d'art contemporain, Paris